# چارلز تهم (ورزشکار)
چارلز تهم (انگلیسی: Charles Tatham; ۳ سپتامبر ۱۸۵۴ – ۲۴ سپتامبر ۱۹۳۹) شمشیرباز اهل ایالات متحده آمریکا بود.